# Macrostemum loriai
Macrostemum loriai là một loài Trichoptera trong họ Hydropsychidae. Chúng phân bố ở miền Australasia.